# Svenco
Svenco Papperssäckar AB är ett svenskt företag som tillverkar pappersäckar. Omsättningen är ca 70 Mkr. Svenco bildades 1921 i Stockholm av Sven Hansson. Bolaget bedrev fram till mitten på 1960-talet en grossiströrelse i papper, papp och bindgarn samt en pås- och kartongfabrik i centrala Stockholm fram till 1950, då man flyttade till en egen fastighet i Bromma. Där blev sedan verksamheten kvar till 1971 då bolaget flyttade in i den nybyggda fabriksanläggningen som då var världens modernaste papperssäckfabrik. Bolaget bedriver fortfarande sin verksamhet i Arlandastad, Märsta, vid Arlanda flygplats. Bolaget har sedan 1966 koncentrerat sig på egen produktion av papperssopsäckar för insamling av hushållsavfall.
Svenco Papperssäckar AB ägs i sin helhet av Christer Hansson, sonson till grundaren Sven Hansson. Christer Hansson har ägt och drivit företaget sedan 1983, då han övertog företaget av sin far, Lennart Hansson, som drev bolaget mellan åren 1957 - 1982.
Idag är bolaget ledande inom papperssopsäcksindustrin i Sverige.
Mellan åren 1938 - 1976 var bolagets firma Sven Hansson & Co AB.